# Patagonija
Patagonija je najjužniji dio Južne Amerike između Magellanova prolaza i Río Negra, i između Anda i Atlantskog oceana, koji pokriva površinu od oko 800 000 km². 
Patagoniji se često pribraja i Ognjena zemlja (Tierra del Fuego). Sastoji se od visoravni, ispresijecane paralelnim tokovima rijeka (Chubut, Colorado, Deseado, Chico, Río Negro, Neuquén), koja se stepeničasto spušta prema Atlantskom oceanu. Na području Anda nalaze se velika jezera (Nahuel Huapi, Viedma, Argentino), glacijalnog podrijetla. Suha i hladna klima povoljna je za ovčarstvo. Oko grada Comodoro Rivadavia nalaze se ležišta nafte, a tu je koncentrirano 4/5 argentinske proizvodnje nafte. Patagonija je rijetko naseljena, dok se veći gradovi nalaze na obali Atlantskog oceana: Punta Arenas, Comodoro Rivadavia, Neuquén.
Patagonija, dakle, obuhvaća dio Južne Amerike koji se nalazi južno od 42° S. Čileanski dio obuhvaća južni dio regije Los Lagos, te regije Aysen i Magallanes (izuzevši dio Antarktike pod Čileom). Argentinski dio Patagonije nalazi se istočno od Anda i uključuje pokrajine Neuquén, Río Negro, Chubut, Santa Cruz i Tierra del Fuego kao i južni vrh pokrajine Buenos Aires.

## Fizička geografija
Patagonija je u većem dijelu regija nepreglednih ravnica nalik stepama, koja se uzdiže u neprekidnom nizu isprekidanih terasa visine oko 100 metara. Pokrivena je ogromnim slojem šljunka s gotovo ogoljenom vegetacijom. U ravničarskim udubinama nalaze se bare ili jezera slankaste i slatke vode. Prema Andama šljunak ustupa mjesto porfiru, granitu i bazaltnim lavama. Životinjski svijet postaje obilniji, vegetacija bujnija, usvajajući karakteristike flore zapadne obale i sastojeći se uglavnom od južne bukve i četinjača.
Među depresijama kojima je visoravan poprečno ispresijecana najvažnije su Gualichu (južno od Rio Negra), Maquinchao i Valcheta (kroz koje su prethodno tekle vode jezera Nahuel Huapi, koje sada hrani rijeku Limay); rijeke Senguerr i Deseado. Uz te transverzalne depresije (od kojih neke označavaju linije antičke međuoceanske komunikacije) postoje druge depresije koje su bile ispunjene više ili manje prostranim jezerima poput Yagagtooa, Mustersa, Colhue Huapija, te ostalih smještenih južno od Puerta Deseada, u centru zemlje. U središnjoj regiji vulkanske erupcije, koje su imale ulogu u formiranju visoravni od razdoblja tercijara do današnje ere, pokrivaju velik dio bazaltnim kapama lave, dok se u zapadnoj trećini noviji glacijalni nanosi pojavljuju iznad lave. Ondje je u dodiru s naboranim kredskim stijenama uzdignutima tercijarnim granitom erozija, uzrokovana prvenstveno iznenadnim otapanjem i povlačenjem leda te potpomognuta tektonskim promjenama, izdubila duboku longitudinalnu depresiju koja općenito odvaja visoravan od prvih uzvišenih brežuljaka. Ti se brežuljkasti hrptovi općenito nazivaju pred-Kordiljeri, a na njihovom zapadu postoji slična uzdužna depresija koja ide duž cijelog podnožja snježnih Andskih Kordiljera. Ova potonja depresija sadrži najbogatiju i najplodniju zemlju u Patagoniji.

### Geologija
Geološki sastav je u skladu s orografskom fiziognomijom. Tercijarna je visoravan zaravnjena na istoku, te se postupno uzdiže prema zapadu i pokazuje u svojoj bazi kape iz gornje krede. Prvo dolaze brežuljci iz donje krede, koji su uzdignuti granitnim i dioritičkim stijenama nesumnjivo tercijarnog podrijetla. Budući da su se te stijene u nekim slučajevima razlomile duž tercijarnih slojeva, otkrivena su bogata nalazišta fosilnih ostataka sisavaca. Zatim slijede, prema zapadu, metamorfni škriljavci nepouzdanog razdoblja, a nakon njih se pojavljuju kvarciti koji počivaju izravno na primitivnom granitu i gnajsu koji formiraju os Kordiljera. Porfiritične se stijene javljaju između škriljavaca i kvarcita. Tercijarne naslage su vrlo različitog karaktera, pa postoji značajna razlika u mišljenju koje se odnosi na neprekinutost i korelaciju slojeva u podlozi. Wilckensi je podijelio slojeve u sljedeće skupine (u uzlaznom redu):
1. Piroterijsko-notostilopski slojevi. Terestričkog su podrijetla i sadrže fosile sisavaca. Eocen i oligocen.
2. Patagonski molasse. Dijelom morskog, dijelom terestričkog podrijetla. Donji miocen.
3. Santa Cruz serije. Sadrže fosile sisavaca. Srednji i gornji miocen.
4. Paranfl serije. Pješčenjaci i konglomerati s morskim fosilima. Pliocen. Ograničeni na istočni dio regije.

Naslage iz gornje krede i tercijara otkrile su najzanimljiviju faunu kralježnjaka. Osim toga, otkriće kornjačine lubanje iz roda Myolania, koja je gotovo identična s Myolania oweni iz Queenslanda iz pleistocenskog doba, razvidan je dokaz veze između australskog i južnoameričkog kontinenta. Patagonske Myolania pripadaju gornjoj kredi, te su pronađene skupa s ostatcima dinosaura. Ostali primjerci zanimljive faune Patagonije pripadaju srednjem tercijaru, a uključuju gigantske beskrilne ptice, koje prelaze veličinu bilo koje do sada poznate vrste ptica, te neobičnog sisavca Pyrotheriuma, također vrlo velikih dimenzija. U tercijarnoj morskoj formaciji otkriven je popriličan broj kitova. U naslagama mnogo kasnijeg datuma, koji su formirani kada se fiziognomija zemlje nije materijalno razlikovala od one iz sadašnjeg vremena, otkriveni su ostatci pampaskih sisavaca poput Glyptodona i Macrauchenia, a u spilji blizu otočića Posljednja Nada otkriven je gigantski zemljani ljenjivac (Grypoiherium listai), životinja koja je živjela suvremeno s čovjekom i čija dobro očuvana koža pokazuje da je njegovo istrebljenje bilo nesumnjivo vrlo nedavno. Zajedno s ostatcima Grypotheriuma pronađeni su ostatci konja (Onoshippidium), koji su poznati samo iz donjeg pampaskog mulja, te ostatci Arciotheriuma, koji je pronađen, iako ne u izobilju, u čak najmodernijim pleistocenskim naslagama u pampama Buenos Airesa. Ne bi bilo iznenađujuće da ova životinja još postoji, pošto su pronađeni tragovi stopala koji se mogu pripisati njoj, a mogu se vidjeti na granicama rijeka Tamangoand Pista, pritokama Las Hefasa, koje teku kroz istočno podnožje Kordiljera na 47° S.
Ledenjaci zauzimaju doline glavnog lanca i nekih lateralnih grebena Kordiljera, te se spuštaju do jezera San Martín, Viedma, Argentino i ostalih na istom lokalitetu, zasipajući ih ledenjačkim bregovima. U Patagoniji se beskrajni ledeni pokrivač proširio na istok današnje Atlantske obale tijekom prvog ledenog doba pri kraju epohe tercijara, dok su se tijekom drugog glacijalnog doba u modernim vremenima terminalne morene općenito zaustavile 50 km na sjeveru i 80 km na jugu, istočno od vrška Kordiljera. Ti su ledeni pokrivači izdubili veći dio longitudinalnih depresija, a čini se da su se ubrzano povukli do točke gdje se ledenjaci nalaze sada. Ledeni pokrivači ipak nisu u svom povlačenju ispunili fjordove u Kordiljerima vlastitim detritusom, pa su sada fjordovi na istoku ispunjeni dubokim jezerima, a na zapadu tihooceanskim kanalima od kojih su neki duboki 460 m. Mjerenje dubine pomoću zvuka pokazuje da su ti fjordovi obično dublji u blizini planina nego na zapadu otoka. Nekoliko visokih vrhova čine još uvijek aktivni vulkani.
Ako se uzmu u obzir glavne karakteristike, čini se da je Patagonija dio antarktičkog kontinenta. Nepromjenjivost koja datira iz vrlo nedavnih vremena dokazana je očitim nedavnim pojavljivanjem otočića oko Chiloé i općim karakterom pampaskih formacija. Neka se od ispupčenja Chiloéa još uvijek nazivaju huapi, što je araukanijska istoznačnica za "otoke". To se može prihvatiti kao ovjekovječenje uspomene na vrijeme kada su oni zaista bili otoci. Oni se sastoje od šljunkastih kapa s velikim i više-manje zaokruženim oblutcima, pijeskom i vulkanskim pepelom, točno istog oblika kao oni na patagonskoj visoravni. 
Iz ispitivanja pampaskih formacija očito je da se tijekom nedavnih vremena zemlja u pokrajini Buenos Aires prostirala istočnije. Napredovanje mora i naslage soli, koje je more ostavilo za sobom tijekom povlačenja, formirali su nizine u litoralu i u unutrašnjosti pampa. Te su pojave novijeg datuma. Određene šljunkaste kape koje su nastale iz stijena različitog razreda od onih sa susjednih brežuljaka, a mogu se vidjeti na atlantskoj obali u istoj pokrajini, te povećanje u količini i veličini prema jugu pokazuje da su se šljunkaste kape, koje sada pokrivaju toliko velik dio patagonskog teritorija, nedavno proširile istočnije preko zemlje koja je sada nestala pod morem, dok su drugi morski nanosi duž iste obale pretvoreni u uvale tijekom naknadnog napredovanja mora. Oni su osim toga, u susjedstvu današnje obale, naslage vulkanskog pepela, a ocean izbacuje na svoje obale blokove bazaltne lave, koja vjerojatno potječe iz erupcija sada ugaslih potopljenih vulkana. Jedna činjenica koja ipak očigledno pokazuje s većom sigurnošću postojanje zemlje koja je sada izgubljena je prisutnost ostataka pampaskih sisavaca u pleistocenskim naslagama u zaljevu Puerta San Juliana i Sante Cruz. Životinje su nesumnjivo došle na ove lokalitete s istoka, dok se ne može u potpunosti reći da su se one kretale sa sjevera prema jugu preko visoravni tada ispresijecane velikim rijekama i pokrivene ledenim pokrivačem. Uz iznimku otočića Ultima Esperanza, koji se nalazi u bliskoj komunikaciji s atlantskom dolinom Río Gallegos, nijedan od tih ostataka nije otkriven u područjima Anda.

### Stanovništvo i površina kopna
Stanovništvo = 1.740.000 (popis iz 2001).

Površina kopna = 787.000 km² 

Gustoća stanovništva = 2,21 st./km² 

### Pokrajine i regije

#### Neuquen
Neuquén pokriva površinu od 94,078 km², uključujući trokut između rijeka Limay i Neuquén koji se širi južno do sjeverne obale jezera Nahuel-Huapi (41°S) i sjeverno do rijeke Colorado.
Na višim ravnicama Nequena može pasti tisuće goveda, a šume oko jezera Tiaful i Nahuel-Huapi daju velike količine vrijednoga drva. Budući da se vode rijeke Nequen, koja nije plovna, mogu lako pregraditi, u njenoj dolini su iskorištene velike površine zemlje. Dijelovi zemlje na nižim dijelovima male su komercijalne vrijednosti.
Približavanjem Kordiljerima tlo postaje plodnije, pa se između regija koje okružuju vulkan Tromen i prvog grebena Anda nalaze pogodni krajevi za uzgajanje goveda ili za neke druge poljoprivredne svrhe. Chos Malal, glavni grad teritorija, smješten je u jednoj od tih dolina. Prema zapadu nalazi se rudarska regija koja je većim dijelom neistražena, a sadrži naslage zlata, srebra, bakra i lignita. U središtu teritorija, također u susjedstvu rudarskih predjela, nalaze se doline Norquin i Las Lajas, generalni kamp argentinske vojske u Patagoniji, a na njihovim rubovima, tj. na andskim padinama smještene su šume s drvom izvrsne kakvoće. Široke se doline pojavljaju blizu rijeke Rio Malleo i jezera Huechulafquen, te rijeka Chimehuin i Vega de Chapelco blizu jezera Lacar. Ondje su smještena sela određene važnosti poput Junina de los Andes i San Martina de los Andes. Blizu njih su slavni jabučni voćnjaci za koje se pretpostavlja da su ih zasadili isusovci u 17. i 18. stoljeću. Ta regija pripada slijevu rijeke Collon Cura, najvažnije pritoke rijeke Limay. Jezero Lacar sada odnosi vode do Tihog oceana, pošto je njegov ispust bio promijenjen na zapadu, zahvaljujući prolazu koji je otvoren kroz Kordiljere.

#### Río Negro
Río Negro pokriva 203.013 km², te se prostire od Atlantika do Cordillera de los Andes sjeverno do 42° S.
Rijeka Río Negro teče duž transverzalne depresije. Njen srednji dio slijedi željeznička pruga koja ide do naselja Neuquen na ušću rijeka Limay i Neuquen. U toj se depresiji nalazi nekoliko naselja, a među njima se ističu Viedma, glavni grad teritorija Rio Negro, Pringles, General Conesa, Choele Choel i General Roca. Južno od Rio Negra patagonska je visoravan ispresijecana depresijama Gualicho i Maquinchao, koje su u prošlim vremenima usmjeravale vode dviju velikih (sada nestalih) rijeka do zaljeva San Matias. Gualicho odvodi mrežu Collon Cura, a Maquinchao jezerski sustav Nahuel Huapi. Na 42° S nalazi se treća prostrana poprečna depresija, koja je nekada očigledno činila korito druge velike rijeke, koja je iščezla, a do Atlantika je nosila vode s istočnih padina Anda u području između 41° and 42°30' S.

#### Chubut
Chubut pokriva 224.686 km² i obuhvaća regiju između 42° i 46° S.
Teritorij Chubuta pokazuje iste karakteristike kao teritorij Río Negra. Glavni grad Rawson nalazi se na ušću rijeke Chubut u Atlantik (42°30'S). Grad je 1865. godine osnovala grupa kolonista iz Walesa uz pomoć argentinske vlade. Njegovo je blagostanje dovelo do osnivanja ostalih važnih središta u dolini kao što su Trelew i Gaiman koji su povezani željeznicom s Puerto Madrynom na Bahia Nuevi. U Rawsonu se nalazi sjedište guvernera teritorija. Do 1895. stanovništvo toga dijela teritorija činili su prvenstveno Argentinci, Velšani i Talijani, koji su zajedno brojili 2585. Dolina je navodnjavana i kultivirana, a u njoj se proizvodi najbolja pšenica u argentinskoj republici. Između Chubuta i Senguerra nalaze se nepregledne površine plodne zemlje koje se prostiru preko andske regije do podnožja Kordiljera i lateralnih hrpova Pretkordiljera, te ispunjavaju bazene nekih isušenih jezera, koji su zauzeti od 1885., a u njima su osnovane farme i kolonije. Glavna kolonija koju su 1886. osnovali naseljenici kolonije Chubut nazvana je "16 de Octubre", a nalazi se u longitudinalnoj dolini koja se prostire do istočnog podnožja Kordiljera.
Ostale rijeke u ovom teritoriju teku u Pacifik kroz prijelome u Kordiljerima, npr. gornji pritoci rijeke Futaleufú, Palena i Rio Cisnes. Najvažnija pritoka Palene, Carrenleufu, odnosi vode jezera General Paz smještenog na istočnoj padini Kordiljera. Rio Pico, pritoka iste rijeke, prima skoro sve vode prostrane valovite ravnice koja leži između Rio Tecke i Rio Senguerra na istoku Kordiljera, dok preostali dio odnose pritoke Rio Jehue: Cherque, Omkel i Appeleg. Ova regija sadrži zlatonosne nanose, ali oni poput zlatonosnih naslaga, galenitnih i lignitnih žila u zapadnijim planinama, koje se prislanjaju na Kordiljere, nisu primjereno istraženi. Kod jezera Fontana postoje zlatonosni nanosi i naslage lignita koji obiluju fosilima biljaka iz kredskog doba. Tokovi koji oblikuju rijeke Mayo i Chalia spajaju pritoke Rio Aisena, koji otječe u Tihi ocean, natapajući na svojem putu prostrane i vrijedne predjele gdje su argentinski naseljenici pokrenuli kolonizaciju. Kolonije su također bile formirane u bazenu jezera Musters i Colhué Huapi. Na obalama blizu Atlantika duž Bahia Camaronesa i zaljeva San Jorge nalaze se prostrane farme.
To je jedna od najviše kritično aklamiranih grupa rijeka u svijetu za mušićarenje. Svake se godine ondje skupi na tisuće mušićara u nadi da će uloviti "onu veliku".

#### Santa Cruz
Santa Cruz se prostire od 46° do 50° S, južno do razdijelne linije s Čileom, te između Point Dungenessa i razvodnice u Kordiljerima. Santa Cruz pokriva površinu od 243.943 km².
Teritorij Santa Cruz je aridan duž atlantske obale i u središnjem dijelu između 46° i 50° S. Uz iznimku pojedinih dolina kod Puerto Deseada (Port Desire) i transverzalnih bazena koji se javljaju prema jugu do Puerto San Juliana i koji sadrže nekoliko stočnih farmi, malo je mjesta sposobno za kultivaciju, pašnjaci su siromašni, voda nedovoljna, a prilično su brojne slane lagune. Puerto Deseado je ispust za proizvodnju andske regije smješten između jezera Buenos Aires i Pueyrredon.
U tom je zatonu u vrijeme osvajanja tekla golema rijeka koja je naposljetku nestala, ali se ponovo vratila u svoje nekadašnje korito, zahvaljujući rijeci Fenix, jednoj od njenih pritoka, koja je skretala prema zapadu, povrativši svoj izvorni smjer. Jezero Buenos Aires, najveće jezero u Patagoniji dugačko 120 kilometara, izlijevalo je svoje vode u Atlantik čak i u postglacijalnim vremenima preko rijeke Deseado, pa je tako i oslikano na kartama 17. i 18. stoljeća. Isto je s jezerom Pueyrredon koje se djelovanjem erozije prazni zapadno kroz rijeku Las Heras na ušću u Calenu na Pacifiku na 48° S.
San Julian na Puerto San Julianu, gdje je prezimio Ferdinand Magellan, bio je centar kolonije u kojoj se uzgajala stoka. Kolonisti su doprli u unutrašnjost do doline sada nestale rijeke koja je u razmjerno nedavnim vremenima nosila sve do Puerto San Juliana vode jezera Volcan, Beigrano, Azara, Nansen i nekih drugih jezera koji sada otječu u rijeku Mayer, a zatim u jezero San Martin. Doline Rio Chica kao i doline jezera Shehuen pružaju izvrsnu ispašu, a oko jezera Belgrano, Burmeister, San Martin i Rio Mayera nalaze se mjesta pogodna za obrađivanje. U kredskim brdima koja se nalaze sa svake strane Kordiljera otkriveni su slojevi lignita i naslage mineralnih ulja. Rio Santa Cruz, rijeka koju su prvobitno istražili kapetan Robert FitzRoy i Charles Darwin tijekom putovanja brodom Beagle, važna je komunikacija između regija koje graniče s Kordiljerima i Atlantikom. U zaljevu Santa Cruz uspostavljen je važni trgovački centar. Današnja prvorazredna stočarska regija Patagonije je departman Rio Gallegos gdje se farme prostiru od Atlantskog oceana do Kordiljera. Sâm Puerto Gallegos je važan poslovni centar koji se primjereno nadmeće s rivalom, čileanskom kolonijom Punta Arenas u Magellanovu prolazu. Zahvaljujući proizvodnji stočarskih farmi ondje, dobivanju ugljena u susjedstvu, te izvozu drva iz okolnih šuma, grad Punta Arenas je u stanju napretka. Godine 1911. ovdje je živjelo oko 4000 stanovnika. Kolonizacija zapadne (čileanske) obale općenito je bila neuspješna uglavnom zbog nepovoljnih klimatskih uvjeta na tim širinama.

#### Ognjena zemlja
Ognjena zemlja (Tierra del Fuego) je arhipelag na najjužnijem dijelu Patagonije koji je podijeljen između Argentine i Čilea. Sastoji se od Isla Grande de Tierra del Fuego i nekoliko manjih otoka površine 47.992 km².

## Klima
Klima je manje oštra nego što su pretpostavljali rani putnici. Istočna je padina toplija od zapadne, posebice zimi, pošto grana južne ekvatorske struje dolazi do njenih obala, dok zapadnu obalu oplakuje hladna struja. Kod Puerto Montta na ušću iza otoka Chiloé srednja godišnja temperatura iznosi 11 °C, a prosječni ekstremi 25,5 °C i −1,5 °C, za razliku od Bahia Blance blizu atlantske obale i upravo izvan sjevernih granica gdje prosječna godišnja temperatura iznosi 15 °C, a raspon je mnogo veći. Kod Punta Arenasa na krajnjem jugu srednja temperatura iznosi 6 °C, a prosječni ekstremi 24,5 °C i −2 °C. Prevladavajući vjetrovi su zapadni, a zapadni obronci primaju mnogo više padalina od istočnih. Stoga kod Puerto Montta srednja godišnja količina padalina iznosi 2,46 m, a kod Bahia Blance 480 mm. Kod Punta Arenasa iznosi 560 mm.

## Fauna
Gvanako, puma, zorro ili brazilska lisica (Canis azarae), zorrino ili Mephitis patagonica (vrsta tvora) i tuco-tuco ili Ctenomys niagellanicus (glodavci) su najtipičniji sisavci patagonskih ravnica. Gvanakoi lutaju u stadima širom zemlje i zajedno s nanduom (Rhea americana, rjeđe Rhea darwinii) čine glavni izvor hrane za opstanak starosjedilaca, koji ih jašući na leđima konja love sa psima i bolama. Svijet ptica je često čudesno obilan. Carancho ili orao strvinar (Polyborus tharus) jedan je od karakterističnih prizora patagonskog krajolika. Prisutnost dugorepe zelene papigice (Conurus cyanolysius) južno od Magellanova prolaza privuklo je pažnju ranijih pomoraca. Ondje se mogu vidjeti i kolibrići kako lete usred padajućeg snijega. Od mnogih vrsta vodenih peradi dovoljno je spomenuti flaminga ili plamenca, gorsku gusku i znamenitu parobrodnu patku. 

## Povijest

### Prva ljudska naselja
Ljudsko naseljavanje regije datira unatrag nekoliko tisuća godina. Neki rani arheološki pronalasci u južnom dijelu područja procjenjuju se na 10. tisućljeće pr. Kr., iako su pouzdanije priznati oni od kasnijih datuma od oko 8. tisućljeća pr. Kr. Regiju su od tog vremena neprekidno naseljavale razne kulture i izmjenični valovi migracije čiji su detalji danas slabo poznati.
U starosjedilačke narode u regiji spadaju Tehuelches, čiji su broj i društvo nedugo nakon prvih dodira s Europljanima reducirani do skorog izumiranja.

### Rana europska izvješća: 16. – 17. stoljeće
Prva europska izvješća u kojima se spominje Patagonija potječu iz Magellanove ekspedicije iz 1520. godine. Ferdinand Magellan je na svom prolasku duž obale imenovao mnoga neobična obilježja, zaljev San Matias, Rt 11.000 Djevica (sada jednostavno Rt Virgenes) i dr. Moguće je da su raniji pomorci poput Ameriga Vespuccija također dosegli to područje (njegov izvještaj iz 1502. spominje dolazak na te širine), ali ipak njegov neuspjeh da pouzdano opiše glavna geografska obilježja regije poput Rio de la Plate bacaju sumnju na to da li je on zaista to učinio.
Rodrigo de Isla, koji je 1535. godine krenuo iz San Matiasa u unutrašnjost do Alcazave Sotomayor i na kojega je španjolski kralj prenio zapadnu Patagoniju, bio je prvi Europljanin koji je prešao preko velike patagonske ravnice, ali je zbog pobune svojih ljudi morao odustati od namjere da preko Anda dosegne čileansku stranu.
Pedro de Mendoza, kojemu je sljedećem darovana zemlja, živio je za osnivanje Buenos Airesa, ali ne i za nastavak svojih istraživanja dalje na jug. Alonzo de Camargo (1539.), Juan Ladrilleros (1557.) i Hurtado de Mendoza (1558.) okrenuli su se istraživanju zapadne obale. Putovanje Sir Francisa Drakea iz 1577. niz istočnu obalu kroz prolaz, pa sjeverno do Čilea i Perua bilo je nezaboravno zbog nekoliko razloga, ali geografija Patagonije duguje više Pedru Sarmientu de Gamboi (1579.–1580.), koji je, posvetivši se posebice jugozapadnoj regiji, učinio pomnjiva i pouzdana premjeravanja. Naselja koja je osnovao kod Nombre de Diosa i San Felipea španjolska je vlada zapostavila, a San Felipe je bio u tako jadnom stanju da kada ga je 1587. posjetio Thomas Cavendish, nazvao ga je Port Famine (Luka Gladi).
Susjedni distrikt Puerto Deseado, kojeg je istražio otprilike u istom razdoblju John Davis, stavljen je u posjed Sir Johna Narborougha u ime kralja Karla II., kralja Engleske godine 1669.

### Patagonski divovi: rane europske percepcije
Prema Antoniju Pigafetti, jednom od malo preživjelih iz Magellanove ekspedicije i njezinom izdavačkom kroničaru, Magellan je ime "Patagão" (ili Patagoni) dodijelio stanovnicima koje je onda susreo, a samoj je regiji dao naziv "Patagonia". Iako Pigafettino izvješće ne opisuje kako je taj naziv ostvaren, naknadne popularne interpretacije pružile su uvjerenje u porijeklo koje označava 'zemlju velikih stopala'. Ova etimologija je ipak upitna.
Glavni interes za regiju, potaknut Pigafettinim izvješćem, došao je iz njegovih izvješća o susretu s lokalnim stanovnicima za koje su tvrdili da mjere devet do dvanaest stopa u visinu —"...toliko visok da smo mu dosezali samo do njegova struka"—, a otuda je nastala kasnija ideja da Patagonija označava "velika stopala". Ta pretpostavljena rasa patagonskih divova ili Patagonaca ušla je u uobičajenu europsku percepciju tog malo poznatog i dalekog područja, a naknadna izvješća ostalih ekspedicija to su još više potvrđivala. Čak su i neki slavni putnici poput Sir Francisa Drakea potvrdili ta izvješća. Rane karte s prikazom Novoga svijeta ponekad su dodavale legendu regio gigantum ("regija divova") za područje Patagonije. Do 1611. godine patagonski bog Setebos (Settaboth po Pigafetti) bio je poznat slušateljima Shakespearove Oluje (The Tempest).
Ideja i opće vjerovanje očuvalo se sljedećih 250 godina, a senzacionalno je obnovljeno 1767. godine kada je objavljeno "službeno" (ali anonimno) izvješće o nedavnom putovanju komodora Johna Byrona, koji je oplovio svijet na "HMS Dolphin (1751.)". Byron i posada proveli su neko vrijeme duž obale, a činilo se da izdanje (Voyage Round the World in His Majesty’s Ship the Dolphin) daje pozitivan dokaz njihovom postojanju. Izdanje je preko noći postalo uspješnica, pa su se tisuće dodatnih kopija trebale prodati željnoj publici, a prethodna izvješća o regiji su žurno reizdavana (čak i ona u kojima se narod divova uopće nije spominjao).
Euforija zbog patagonskih divova ipak se bitno stišala samo nekoliko godina kasnije kada su objavljena razboritija i analitička izvješća. Godine 1773. John Hawkesworth je u ime Admiraliteta objavio pregled dnevnika slavnih engleskih istraživača južne polutke među kojima su se nalazili dnevnici Jamesa Cooka i Johna Byrona. U tom izdanju, zacrtanome po njihovim službenim brodskim zapisnicima, postalo je jasno da ljudi, koje je susrela Byronova ekspedicija, nisu bili viši od 6 stopa i 6 palaca (1,98 m), svakako visoki, ali nikako divovi. Interes je ubrzo opao, iako je značaj mita i vjerovanje u njega opstalo u nekim krajevima čak do 20. stoljeća.

### Ekspanzija i istraživanje u 18. i 19. stoljeću
U drugoj polovini 18. stoljeća znanje o Patagoniji proširila su putovanja prethodno spomenutih Johna Byrona (1764.–1765.), Samuela Wallisa (1766., na istom HMS Dolphinu na kojem je Byron ranije isplovio) i Louisa Antoinea de Bougainvillea (1766.). Isusovac Thomas Falkner, koji je u tim krajevima boravio skoro četrdeset godina, objavio je djelo Description of Patagonia (Hereford, 1774.), Francesco Viedma osnovao je El Carmen, Antonio je napredovao u unutrašnjost do Anda (1782.), a Basilio Villarino se uspeo uz Rio Negro (1782.). 
Hidrografska ispitivanja obale bila su od prvorazredne važnosti: prva ekspedicija (1826.–1830.) uključivala je HMS Adventure (1809). i HMS Beagle pod Philipom Parkerom Kingom, a drugo (1832.–1836.) je bilo putovanje broda Beagle pod Robertom FitzRoyjem. Druga ekspedicija je posebno poznata po sudjelovanju Charlesa Darwina. Unutrašnjost zemlje ipak nije bila istražena s izuzetkom 320 km s kursa od Santa Cruza.
Kapetan George Chaworth Musters je 1869. u društvu bande Tehuelches lutao kroz čitavu dužinu zemlje od Magellanova prolaza do Manzanerosa na sjeverozapadu, te je skupio veliku količinu informacija o ljudima i njihovom načinu života.
Godine 1885. rudarska ekspedicijska družina pod vodstvom rumunjskog avanturista Juliusa Poppera iskrcala se u južnoj Patagoniji u potrazi za zlatom koje su pronašli nakon putovanja južno prema zemljama Tierre del Fuego. To je dalje otvorilo područje budućim tragačima za rudama.

## Više informacija
- Sjevernopatagonsko ledeno polje
- Osvajanje pustinje
- Južni konus

## Vanjske poveznice
- PatagoniaChilena  Arhivirana inačica izvorne stranice od 27. rujna 2020. (Wayback Machine)